# Cree Cicchino
Cree Cicchino   (Queens, 9 de maig de 2002) és una actriu i model nord-americana coneguda pel seu paper de Babe Carano a la sèrie de televisió, Game Shakers de Nickelodeon, que es va emetre del 2015 al 2019. Després va interpretar Marisol Fuentes a la sèrie de televisió de comèdia de Netflix Mr. Iglesias, Mim a la pel·lícula de Netflix del 2020 The Sleepover i Daisy a la pel·lícula del 2024 Turtles All the Way Down.
Cicchino va començar la seva carrera a una edat primerenca i s'ha destacat per la seva gran capacitat interpretativa i la seva personalitat carismàtica davant les càmeres.

## Biografia
Cicchino va créixer a Glendale, Queens, Nova York. És meitat equatoriana, meitat italiana, i té una germana bessona. La Cicchino va començar a ballar als 4 anys, però la seva mare la va inscriure a classes d'interpretació als 11 o 12 anys, després de les quals va decidir que volia ser actriu.

### Carrera professional
El 2015, amb 13 anys, Cicchino va ser escollit per al paper principal de Babe a la sèrie de comèdia de televisió Game Shakers de Nickelodeon, que es va emetre durant tres temporades. La sèrie, creada per Dan Schneider, va ser un gran èxit entre el públic jove i va permetre a Cicchino guanyar una gran base de fans gràcies a la seva interpretació de l'apassionada programadora i emprenedora Babe. La sèrie es va emetre durant tres temporades fins al 2019.
L'agost de 2018, va ser escollida per interpretar el paper de Marisol Fuentes a la sèrie de comèdia de Netflix, Mr. Iglesias, que es va estrenar el 2019. L'agost de 2019, Cicchino va ser escollit com a Mim, la millor amiga de Clancy, els pares del qual han estat segrestats, a la pel·lícula de Netflix The Sleepover, que es va estrenar l'agost de 2020. El juliol de 2021, va ser escollida com a Luisa Torres a la sèrie de televisió limitada d'HBO Max And Just Like That... , basat en Sex and the City.
A banda de Game Shakers, Cicchino també ha aparegut en altres programes de televisió, pel·lícules i publicitat, consolidant-se com una de les joves promeses d'Hollywood. Ha destacat per la seva capacitat per interpretar una àmplia gamma de personatges i pel seu caràcter simpàtic i dinàmic en pantalla.
Cicchino va interpretar Daisy Ramirez a la pel·lícula Turtles All the Way Down, dirigida per Hannah Marks i estrenada a Max (anteriorment HBO Max) el maig de 2024. A la pel·lícula només se li atribueix el seu nom de pila, ja que va revelar la seva decisió de continuar la seva carrera monònimament com a Cree en un podcast de Zach Sang la setmana abans del seu llançament. Sobre el canvi de nom, va declarar que "simplement es va sentir molt còmode" i que va marcar el seu pas cap a una "nova era" amb la seva actuació quan va arribar als vint anys.

## Vida personal
Cicchino manté una vida personal força privada, tot i que sovint comparteix les seves aficions i interessos amb els seus seguidors a les xarxes socials. Li agrada viatjar, ballar i jugar a videojocs, i també es dedica a diverses causes benèfiques, incloent-hi l'ajuda a organitzacions que treballen amb animals i la protecció del medi ambient.

## Filmografia

#### Sèries de televisió
- Game shakers (2015–2019) — Babe Carano